# Eriauchenius
Eriauchenius és un gènere d'aranyes araneomorfes de la família dels arquèids (Archaeidae). Fou descrita per primera vegada l'any 1881 per O. P-Cambridge. Es troben a Madagascar.

## Taxonomia
Eriauchenius, segons el World Spider Catalog del 2018, te reconegudes 27 espècies, totes de Madagascar:
- Eriauchenius andriamanelo Wood & Scharff, 2018
- Eriauchenius andrianampoinimerina Wood & Scharff, 2018
- Eriauchenius bourgini (Millot, 1948)
- Eriauchenius fisheri (Lotz, 2003)
- Eriauchenius goodmani Wood & Scharff, 2018
- Eriauchenius harveyi Wood & Scharff, 2018
- Eriauchenius lukemacaulayi Wood & Scharff, 2018
- Eriauchenius mahariraensis (Lotz, 2003)
- Eriauchenius milajaneae Wood & Scharff, 2018
- Eriauchenius milloti Wood & Scharff, 2018
- Eriauchenius pauliani (Legendre, 1970)
- Eriauchenius rafohy Wood & Scharff, 2018
- Eriauchenius ranavalona Wood & Scharff, 2018
- Eriauchenius rangita Wood & Scharff, 2018
- Eriauchenius ratsirarsoni (Lotz, 2003)
- Eriauchenius rixi Wood & Scharff, 2018
- Eriauchenius sama Wood & Scharff, 2018
- Eriauchenius workmani O. Pickard-Cambridge, 1881
- Eriauchenius wunderlichi Wood & Scharff, 2018
- Eriauchenius zirafy Wood & Scharff, 2018